# Bohdan Szucki
Bohdan Szucki pseud. „Artur” (ur. 21 czerwca 1926 w Berezie Kartuskiej, zm. 11 stycznia 2017) – polski toksykolog, nauczyciel akademicki, w okresie II wojny światowej żołnierz walczący w narodowej partyzantce, działacz społeczny.

## Życiorys
W okresie okupacji niemieckiej był żołnierzem Narodowych Sił Zbrojnych. Od 1942 do 1944 walczył w oddziałach partyzanckich III Okręgu NSZ na Lubelszczyźnie, a następnie na Pomorzu. W 1943 został mianowany podchorążym. Po zakończeniu wojny przebywał w ukryciu. Był represjonowany przez władze komunistyczne.
W latach 1954–1956 oraz 1964–1975 zarejestrowany jako tajny współpracownik bezpieki o pseudonimie „Ryszard”.
W 1951 ukończył studia chemiczne w UMCS. W 1965 uzyskał stopień doktora z zakresu toksykologii. Był pracownikiem naukowym. Wykładał na Uniwersytecie Marii Curie-Skłodowskiej oraz na Akademii Medycznej w Lublinie. W latach 1955–1991 pracownik Instytutu Medycyny Wsi w Lublinie. W 1990 współtworzył i stanął na czele Związku Żołnierzy Narodowych Sił Zbrojnych, którym kierował do 2008. Następnie został honorowym prezesem ZŻ NSZ. Od 1955 należał do Polskiego Związku Łowieckiego, Koła Miś w Kocku, zasiadał w Wojewódzkiej Radzie Łowieckiej, należał do Polskiego Towarzystwa Toksykologicznego.
W wyborach parlamentarnych w 1991 bez powodzenia ubiegał się o mandat senatorski z ramienia Wyborczej Akcji Katolickiej w okręgu lubelskim. Przed wyborami prezydenckimi w 2005 wszedł w skład Honorowego Komitetu Poparcia Lecha Kaczyńskiego.

## Odznaczenia
W 2006, za wybitne zasługi dla niepodległości Rzeczypospolitej Polskiej, za działalność na rzecz środowisk kombatanckich, został odznaczony przez prezydenta Lecha Kaczyńskiego Krzyżem Komandorskim z Gwiazdą Orderu Odrodzenia Polski. Odznaczono go także Krzyżem Narodowego Czynu Zbrojnego, Krzyżem Partyzanckim,  Medalem „Pro Patria”, Złomem, Medalem św. Huberta  oraz Medalem Pamiątkowym Województwa Lubelskiego.

## Publikacje
- Modlitwa żołnierzy Narodowych Sił Zbrojnych (1998, 2006).
- Materiały do bibliografii Narodowych Sił Zbrojnych (od roku 1982) (Warszawa 2005).
- Narodowe Siły Zbrojne w moim życiu (Lublin 2013).